# Brevipalpus portheo
Brevipalpus portheo är en spindeldjursart som beskrevs av Mohammad Nazeer Chaudhri och Akbar 1985. Brevipalpus portheo ingår i släktet Brevipalpus och familjen Tenuipalpidae. Inga underarter finns listade.